# Carcarrinídeos
Carcarrinídeos (Carcharhinidae) é uma família de tubarões da ordem Carcharhiniformes. Esta família incluí alguns dos tubarões mais conhecidos, como o tubarão-tigre, o tubarão-azul e o tubarão-touro.
Os membros desta família possuem as características usuais dos carcariniformes. Os olhos são redondos, as barbatanas peitorais localizam-se totalmente atrás das cinco fendas brânquiais. A maioria das espécies são vivíparas, com os juvenis a nascerem com o desenvolvimento completo.
A maioria das espécies cresce até um tamanho considerável

## Classificação
- Galeocerdo
- Subfamília Scoliodontinae
  - Scoliodon
- Subfamília Carcharhininae
  - Tribe Carcharhinini
    - Carcharhinus
    - Glyphis
    - Lamiopsis
    - Nasolamia
    - Negaprion
    - Prionace

  - Tribo Rhizoprionodontini
    - Rhizoprionodon
    - Loxodon

  - Tribo Isogomphodontini
    - Isogomphodon

  - Tribo Triaenodontini
    - Triaenodon

## Nota taxonómica
Carcharhinidae poderá ser colocada como uma superfamília, subdividida nas seguintes famílias: Galeocerdidae, Isogomphodontidae, Rhizoprionodontidae, Scoliodontidae, Scoliodontidae, Triaenodontidae, e Carcharhinidae.

## Cladograma
- Carcharhinidae
  - Galeocerdinae
  - Carcharhininae
    - Carcharhinini
    - Rhizoprionodontini
    - Isogomphodontini
    - Triaenodontini